# Giganteopalpus
Giganteopalpus is een geslacht van vlinders uit de onderfamilie Macroglossinae van de familie pijlstaarten (Sphingidae).

## Soorten
- Giganteopalpus mirabilis (Rothschild, 1895)